# Vireo latimeri
Vireo latimeri là một loài chim trong họ Vireonidae.